# Don de sperme
Pour les articles homonymes, voir Don.
Le don de sperme est une pratique qui permet à un homme de donner son sperme afin qu’un enfant puisse naître. Le donneur peut faire ce don dans un cadre institutionnel tel une clinique ou une banque du sperme, ou de façon artisanale dans un cadre privé.
Concernant le don fait dans un cadre institutionnel, dans certains pays, comme en France, il est basé sur la gratuité, l’anonymat (pour le receveur jusqu'à la majorité de l'enfant et pour le donneur anonymat strict) et le volontariat. Dans d’autres pays, l’anonymat peut être interdit par la loi. La loi peut aussi limiter le nombre d’enfants qu’un donneur peut engendrer par cette pratique. Le don de sperme est utilisé depuis plusieurs décennies. Il a été établi en 1973 en France avec les CECOS (Centre d'étude et de conservation des œufs et du sperme humain).
Dans le cadre institutionnel, plus de 50 000 enfants sont nés sur le territoire français de 1973 à 2013, (plus de 38 000 de 1973 à 2002) grâce à plus de 9 300 donneurs. Chaque année, ils sont en moyenne 2 700 couples à être demandeurs. La demande étant bien supérieure à l'offre, les couples receveurs sont confrontés à des délais très importants de l'ordre de un, voire deux ans ; le nombre de donneurs de sperme est en baisse constante en France, passant notamment de 400 en 2009 à 235 en 2012. En 2018, il y eut 386 donneurs de sperme. Pour les ovocytes, ce délai est encore plus long, supérieur à deux ans.

## Historique
La première tentative réussie d'insémination artificielle avec don de sperme (IAD) a été faite par le docteur William Pancoast aux États-Unis, en 1884. Depuis les années 1940, il est possible de congeler les spermatozoïdes sans modifier leur aptitude à la fécondation, et les premières naissances d'enfants conçus avec spermatozoïdes congelés datent de 1953. 
En France, les CECOS ont été créés en 1973 pour assurer la congélation et la conservation des spermatozoïdes. Ces centres sont chargés de s'assurer que le sperme récolté est le plus fécondant possible tout en évitant la transmission des maladies héréditaires ou infectieuses.

## La loi de bioéthique en France
La loi sur la bioéthique datant du 29 juillet 1994 a apporté un cadre juridique précis à la pratique du don de gamètes en France. Selon la loi de 2011 Le donneur de spermatozoïdes des prochaines années pourra ne pas avoir connu l’expérience de la parentalité au moment de sa démarche de don. En revanche, il pourra bénéficier, s’il le souhaite, d’une conservation de ses gamètes ou de son tissu germinal de manière contemporaine à sa démarche de don de spermatozoïdes. Le don de gamètes est considéré en France comme un acte de générosité et donc ne doit pas générer de bénéfices financiers ni pour le donneur ni pour celui qui organise les dons ou qui en effectue la distribution. L’anonymat concerne la non connaissance par l’enfant de l’identité du donneur et du donneur de la destinée de son don. Ainsi, le donneur ne peut accéder à l’identité des couples receveurs, ni les receveurs à celles du donneur ou du couple donneur, il en est de même pour les enfants issus du don
Celle datant du 29 juin 2021 autorise aussi les couples homosexuels et les femmes seules à bénéficier d'un don de sperme. L'anonymat du donneur n'est plus garanti à la majorité de l'enfant, qui peut s'il le désire connaitre l'identité de son donneur. Le consentement de la part du donneur, à ce que ses informations puissent être transmises aux enfants nés de son don, est devenu indispensable au don de sperme. En revanche l'anonymat est toujours conservé concernant l'identité du ou des bénéficiaires du dons pour le donneur.

## Indications
- Stérilité du conjoint, soit par absence ou rareté des spermatozoïdes, soit par absence de pouvoir fécondant de ces derniers. On utilise dans ce cas le don de sperme après que les tentatives d'injection intracytoplasmique de spermatozoïde ont échoué.
- Anomalie génétique chez le conjoint, qui risquerait d'être transmise à l'enfant en cas de procréation normale. Le diagnostic pré-implantatoire peut être une alternative.
- Infection sexuellement transmissible grave chez le conjoint (très minoritaire).
- Couple homosexuel désirant avoir un enfant
- Femme seule désirant avoir un enfant

## Motivations et attitudes à l'égard du don de sperme
Trois motivations majeures au don de sperme ont été mises en évidence dans la littérature :
l'altruisme, la compensation financière et la vérification de sa propre fertilité. L'altruisme fait référence à la volonté d'aider les autres sans perspective d'avantage personnel. Dans le cas du don de sperme, il s'agit d'une volonté d'aider les couples sans enfants à réaliser leur rêve d'avoir un enfant L'altruisme a été associé à une compensation financière devenant moins importante, de nombreux donateurs affirmant qu'ils feraient quand même un don si aucune compensation n'était fournie. La compensation financière est donc une autre motivation pour donner du sperme. Une troisième motivation concerne la vérification de la propre fertilité du donneur. Des études ont montré que certains individus font preuve de curiosité et de volonté de transmettre leurs « bons gènes », ainsi que d’un besoin de confirmer leur capacité à procréer, même si ce dernier phénomène n’a été observé que chez les jeunes.

## Étapes d'une demande de don de sperme en France
Un couple fait une demande, le dossier est examiné au cours d'une réunion pluridisciplinaire à laquelle assistent le clinicien, le biologiste, le psychiatre ou le psychologue, ainsi que le généticien, du Centre d'AMP autorisé. On vérifie l'indication clinique, biologique et génétique et on s'assure de la bonne prise en charge psychologique.
Si l'avis est favorable, le Centre d'AMP informe par écrit le couple receveur et adresse également une attestation au tribunal de grande instance ou au notaire auprès desquels le consentement doit être donné.
Puis le Centre d'AMP recherche au sein de ses échantillons de sperme, celui qui vient d'un donneur dont les caractéristiques sont les plus proches du couple receveur : couleur de peau, de cheveux et des yeux. C'est l'appariement des caractères phénotypiques, afin d'éviter un trop grand contraste d'apparence physique entre l'enfant et ses parents. La réglementation (arrêté ministériel relatif aux règles de bonnes pratiques cliniques et biologiques d’assistance médicale à la procréation) prévoit que les couples aient la liberté de refuser l'appariement mais dans la pratique, l'appariement est parfois imposé aux couples. Toutefois, les parents sont souvent incités par le Centre d'AMP à révéler à leur enfant les origines de sa conception.

## Procédure du don de sperme
Pour pouvoir donner son sperme, l’homme doit remplir certaines conditions :
- avoir entre 18 et 44 ans (aucune limite d’âge n’est imposée par la loi mais on estime que passé l’âge de 45 ans révolus, la fertilité de l’homme diminue et les risques d’anomalies génétiques augmentent)
- être en bonne santé
- depuis 2016, il n’est plus nécessaire d’avoir l’accord de l’éventuel conjoint. Un homme en couple peut donc désormais donner son sperme sans en informer son conjoint[16], même si cet aspect est évoqué lors de l’entretien obligatoire avec un psychologue dans le parcours de don.
- depuis 2016, il n’est plus nécessaire d’avoir un enfant pour donner ses gamètes. Un homme qui n'a jamais procréé peut donc désormais donner son sperme[16].

### Un premier entretien avec un médecin
Le futur donneur prend connaissance en détail des modalités concernant le don de sperme. Celui-ci s’assure que l'histoire médicale répond aux critères, répond à toutes les questions et informe le futur donneur du cadre légal réglant le don de sperme.

### Le consentement
Le donneur signe un formulaire de consentement au don. Ce consentement peut être révoqué à tout moment jusqu’à l’utilisation des gamètes.

### Un entretien psychologique
Cet entretien permet d’aborder avec le donneur ses motivations et les implications du don par rapport à sa situation.

### Un bilan médical
Ce bilan comprend un interrogatoire sur les antécédents personnels et familiaux, la détermination du groupe sanguin et du rhésus, des tests sérologiques (hépatites, VIH, CMV, syphilis), une consultation génétique et un caryotype par prise de sang.

### Recueil du sperme

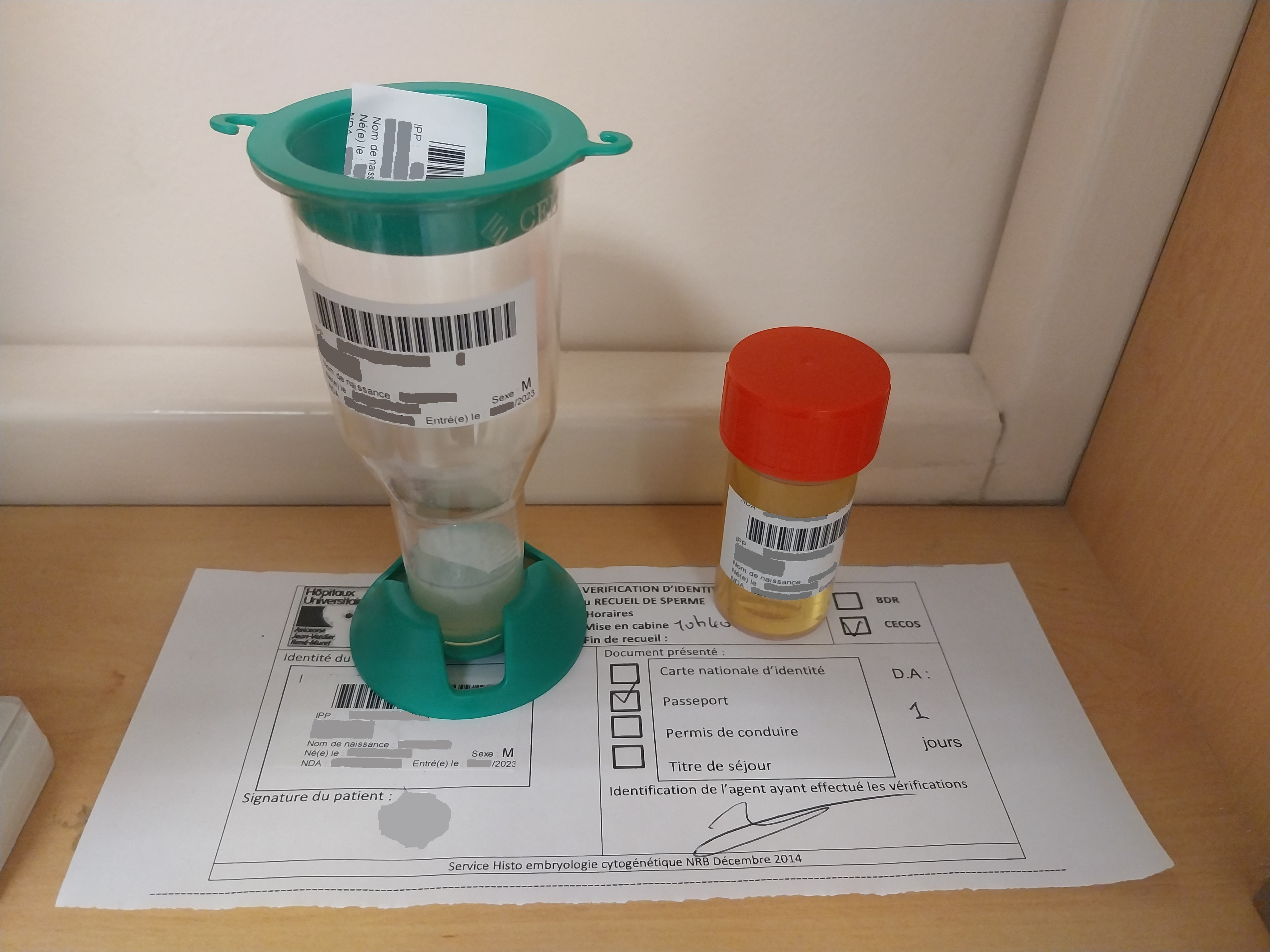
Prélèvement de sperme et d'urine dans un CECOS en France.

Le recueil se fait par masturbation et, pour autant que l'on dispose du matériel adéquat pour conserver le sperme, peut se faire n'importe où. Si prélevé ailleurs, le donneur doit se rendre dans une clinique ou banque de sperme pour y remettre son don.

### Conservation du sperme
Le sperme recueilli est congelé sous forme de paillettes de 0,25 ml et conservé dans l'azote liquide à −196 °C.
Une fois congelé, il doit être conservé sans être utilisé pendant 6 mois au terme desquels on vérifie que les sérologies du donneur sont toujours négatives et ce afin d'éviter toute transmission de maladies virales (VIH, Hépatite B, Hépatite C...) ou bactériennes (syphilis).
Avec le recul, on sait actuellement que les spermatozoïdes peuvent garder leur pouvoir fécondant plusieurs années après avoir été congelés, jusqu'à 20 ans,. Au vu de la demande supérieure à l’offre, les dons sont de toute façon généralement utilisés bien avant la durée de conservation maximale de 40 ans.

### Techniques
Il existe trois techniques différentes :
- l'IIU-D qui associe l'insémination intra utérine (IUU) avec le don de sperme;
- la FIV-D qui associe la technique de fécondation in vitro (FIV) classique et le don du sperme
- l'ICSI-D qui associe la technique de la micro-injection et le don du sperme.

## Réglementation
Elle diffère considérablement en Europe et dans le monde oscillant entre le don éponyme ou anonyme, gratuit ou rémunéré, pour des couples hétérosexuels, des femmes célibataires, ou même l'interdiction pure et simple (en Italie par exemple). Des variations existent également quant aux conditions qu'un homme doit remplir pour pouvoir devenir donneur (en termes d'âge, de parentalité, de situation maritale, conditions de santé, etc.).
L’Allemagne, l’Autriche, la Suède et la Suisse, et plus récemment les Pays-Bas et le Royaume-Uni, ont levé l’anonymat du don de gamètes tout en conservant sa rétribution soit officielle soit, pour garder le principe de gratuité, par un montant fixe censé couvrir les frais de transport. Alors que, à l’opposé, l’Espagne et la Norvège imposent dans leur loi l’anonymat du tiers donneur de gamètes.
Ainsi le don de sperme n'est plus anonyme au Royaume-Uni depuis avril 2005, les enfants conçus après avril 2005 par assistance médicale à la procréation avec recours d'un donneur, pourront à l'âge de 18 ans et 9 mois demander l'identité de leur père génétique.

### Allemagne
La Cour constitutionnelle fédérale considère depuis 1989 qu'il existe un droit à connaître ses origines génétiques. Ainsi, le donneur de gamètes ne peut pas rester anonyme. Depuis 2017, le droit d'accès aux origines pour les personnes issues d'un don de sperme est inscrit dans la loi. À partir de l'âge de 16 ans, les personnes concernées pourront accéder à l'identité de leur donneur. Avant l'âge de 16 ans, ce droit pourra être exercé par leurs parents. En revanche, le fait de donner ses gamètes n'a pas pour conséquence de créer un lien de filiation. Selon l'Ordre Fédéral des Médecins, seuls les couples et non les femmes seules peuvent bénéficier de l'assistance médicale à la procréation.
L'insémination artificielle post-mortem, c'est-à-dire la fécondation d'un ovule par un spermatozoïde après la mort du ou des donneurs n'est pas permise et est punie d'une amende ou d'une peine de prison de trois ans maximum pour celui qui a procédé à l'insémination, mais non pour la femme qui le subit. En revanche, le transfert d'embryon post-mortem, c'est-à-dire le fait d'implanter l'embryon obtenu par le sperme d'un homme du vivant de celui-ci, mais désormais décédé, est permis dans des cas exceptionnels.
Si une assistance médicale à la procréation est pratiquée, le diagnostic préimplantatoire est interdit. Enfin, la production d'hybrides et de chimères est également interdite.

### Belgique
Le don de sperme est régi par plusieurs lois en Belgique, les réglementations sont nombreuses :
- le don n’est pas rémunéré (bien qu'un remboursement des frais soit versé[24]), est volontaire et peut être anonyme ou (depuis la loi du 6 juillet 2007[25], modifiée par la loi du 18 décembre 2016[26]) semi-anonyme. Dans ce dernier cas les enfants nés par un don de gamètes peuvent, à la majorité, connaître leurs origines ;
- la loi de juillet 2007 interdit notamment que le sperme d'un donneur fertilise plus de six femmes différentes ;
- tout volontaire n’est retenu comme donneur que si :
  - il a moins de 40 ans,
  - son sperme est d’excellente qualité, résistant bien à la congélation,
  - il est exempt de maladies sexuellement transmissibles ou d’anomalies génétiques,
  - il a une perception saine de son acte.

### Canada
En 2004, le Parlement du Canada a voté une loi sur la procréation assistée.
Selon l'article 2 de cette loi, « la santé et le bien-être des enfants issus des techniques de procréation assistée doivent prévaloir dans les décisions concernant l'usage de celles-ci », « si ces techniques concernent l'ensemble de notre société, elles visent davantage les femmes que les hommes, et la santé et le bien-être des femmes doivent être protégés lors de l'application de ces techniques », « il faut encourager et mettre en pratique le principe selon lequel l'utilisation de ces techniques est subordonnée au consentement libre et éclairé de la personne qui y a recours », « les personnes cherchant à avoir recours aux techniques de procréation assistée ne doivent pas faire l'objet de discrimination, notamment sur la base de leur orientation sexuelle ou de leur statut matrimonial », « la commercialisation des fonctions reproductives de la femme et de l'homme ainsi que l'exploitation des femmes, des hommes et des enfants à des fins commerciales soulèvent des questions de santé et d'éthique qui en justifient l'interdiction » et « il importe de préserver et de protéger l'individualité et la diversité humaines et l'intégrité du génome humain ».
L'article 5-1 interdit de créer un clone humain, de « créer un embryon in vitro à des fins autres que la création d'un être humain ou que l'apprentissage ou l'amélioration des techniques de procréation assistée », de « conserver un embryon en dehors du corps d'une personne de sexe féminin après le quatorzième jour de développement suivant la fécondation ou la création, compte non tenu de toute période au cours de laquelle son développement est suspendu », de « modifier le génome d'une cellule d'un être humain ou d'un embryon in vitro de manière à rendre la modification transmissible aux descendants », de « transplanter l'ovule, le spermatozoïde, l'embryon ou le fœtus d'une autre forme de vie dans un être humain », de « créer une chimère ou la transplanter dans un être humain ou dans un individu d'une autre forme de vie », de « créer un hybride en vue de la reproduction ou transplanter un hybride dans un être humain ou dans un individu d'une autre forme de vie ».
L'article 5-2 dispose qu'« il est interdit d'offrir d'accomplir un acte interdit par le présent article ou de faire de la publicité à son égard ».
L'article 5-3 dispose qu'« il est interdit de rétribuer ou d'offrir de rétribuer une personne pour qu'elle accomplisse un acte interdit par le présent article ».
L'article 6-1 dispose qu'« il est interdit de rétribuer une personne de sexe féminin pour qu'elle agisse à titre de mère porteuse, d'offrir de verser la rétribution ou de faire de la publicité pour le versement d'une telle rétribution ».
L'article 6-2 dispose qu'« il est interdit d'accepter d'être rétribué pour obtenir les services d'une mère porteuse, d'offrir d'obtenir ces services moyennant rétribution ou de faire de la publicité pour offrir d'obtenir de tels services ».
L'article 6-3 dispose qu'« il est interdit de rétribuer une personne pour qu'elle obtienne les services d'une mère porteuse, d'offrir de verser cette rétribution ou de faire de la publicité pour le versement d'une telle rétribution ».
L'article 6-4 dispose qu'« nul ne peut induire une personne de sexe féminin à devenir mère porteuse ni lui conseiller de le devenir, ni pratiquer un acte médical pour aider une personne de sexe féminin à devenir mère porteuse, s'il sait ou a des motifs de croire qu'elle a moins de vingt et un ans ».
L'article 7-1 : dispose qu'« il est interdit d'acheter ou d'offrir des ovules ou des spermatozoïdes à un donneur ou à une personne agissant en son nom, ou de faire de la publicité pour un tel achat ».
L'article 7-2 : dispose qu'« il est interdit d'acheter ou d'offrir d'acheter un embryon in vitro ou de faire de la publicité pour un tel achat » et « de vendre ou d'offrir de vendre un embryon ou de faire de la publicité pour une telle vente ».
L'article 7-3 : dispose qu'« il est interdit d'acheter ou d'offrir d'acheter des cellules humaines ou des gènes humains à un donneur ou à une personne agissant en son nom, ou de faire de la publicité pour un tel achat, avec l'intention de les utiliser pour la création d'un être humain ou de les rendre disponibles à cette fin ».
L'article 7-4 : dispose que « pour l'application du présent article est assimilé au fait d'acheter ou de vendre le fait d'acquérir ou de disposer en échange de biens ou services ».
L'article 8-1 : dispose que « il est interdit d'utiliser du matériel reproductif humain dans le but de créer un embryon humain sans le consentement écrit du donneur donné conformément aux règlements, à cette utilisation ».
L'article 8-2 : dispose qu'« il est interdit de prélever du matériel reproductif humain sur un donneur après sa mort dans le but de créer un embryon sans le consentement écrit du donneur, fourni conformément aux règlements, au prélèvement à cette fin ».
L'article 8-3 : dispose qu'« il est interdit d'utiliser un embryon in vitro sans le consentement écrit du donneur, fourni conformément aux règlements à cette utilisation ».
L'article 9 dispose que « nul ne peut obtenir l'ovule ou le spermatozoïde d'une personne de moins de 18 ans ni utiliser un tel ovule ou spermatozoïde, sauf pour le conserver ou pour créer un être humain dont il est fondé à croire qu'il sera élevé par cette personne ».
L'article 10-1 dispose qu'« il est interdit, sauf en conformité avec les règlements et avec une autorisation, de modifier, manipuler ou traiter du matériel reproductif humain dans le but de créer un embryon ».
L'article 10-2 dispose qu'« il est interdit, sauf en conformité avec les règlements et avec une autorisation, de modifier, manipuler, traiter ou utiliser un embryon in vitro ».
L'article 10-3 dispose qu'« il est interdit, sauf en conformité avec les règlements et avec une autorisation, d'obtenir, de conserver, de céder, d'éliminer, d'importer ou d'exporter » « tout ou partie d'un ovule ou d'un spermatozoïde dans le but de créer un embryon » et « un embryon humain dans n'importe quel but ».
L'article 11-1 dispose qu'« il est interdit, sauf en conformité avec les règlements et avec une autorisation, de combiner une partie ou une proportion du génome humain prévues par règlement avec une partie du génome prévue par règlement ».
L'article 12-1 dispose qu'« il est interdit, sauf en conformité avec les règlements et avec une autorisation, de rembourser les frais supportés » « par un donneur pour le don d'un ovule ou d'un spermatozoïde » « par quiconque pour l'entretien ou le transport d'un embryon in vitro » et « par une mère porteuse pour agir à ce titre ».
L'article 12-2 dispose qu'« il est interdit de rembourser les frais visés au paragraphe 1 s'ils ne font pas l'objet d'un reçu ».
L'article 12-3 dispose qu'« il est interdit de rembourser à une mère porteuse la perte de revenu de travail qu'elle subit au cours de sa grossesse, sauf si (…) un médecin qualifié atteste par écrit que le fait, pour la mère porteuse, de continuer son travail peut constituer un risque pour la santé de celle-ci, de l'embryon ou du fœtus et si le règlement est constitué conformément aux règlements et avec une autorisation ».
L'article 20-1 dispose que « le ministre est responsable de la politique du gouvernement du Canada en matière de procréation assistée et de toute autre question qui, à son avis, est liée aux questions prévues par la présente loi ».
L'article 21-1 dispose qu'« est constituée l'Agence canadienne de contrôle de la procréation assistée, dotée de la personnalité morale ; l'Agence ne peut exercer ses attributions qu'à titre de mandataire de Sa Majesté ».
L'article 21-2 dispose que « Le siège de l'Agence est situé au Canada, en un lieu fixé par le gouverneur en conseil ».
L'article 22 dispose que « Dans le cadre de sa mission — qui relève de la procréation assistée et des autres questions prévues par la présente loi — l'Agence est chargée de » « protéger et promouvoir la santé et la sécurité ainsi que la dignité humaine et les droits de la personne au Canada » et de « promouvoir l'application de principes d'éthique ».
L'article 24-1 dispose des pouvoirs de l'agence « exercer les pouvoirs relatifs aux autorisations qui lui sont conférés par la présente loi », « conseiller le ministre sur la procréation assistée ainsi que sur toute autre question prévue par la présente loi », « surveiller et analyser, tant au Canada qu'à l'étranger, l'évolution de la procréation assistée ainsi que de toute autre question prévue par la présente loi », « consulter, tant au Canada qu'à l'étranger, des personnes ou des organisations », « obtenir, analyser et gérer les renseignements médicaux relatifs aux activités réglementées », « informer le public et les milieux professionnels sur la procréation assistée et toute autre question prévue par la présente loi — ainsi que sur leur réglementation dans le cadre de la présente loi — et sur les facteurs de risque liés à l'infertilité », « désigner des inspecteurs et des analystes pour le contrôle d'application de la présente loi » et « exercer toutes autres attributions qui sont nécessaires à la réalisation de sa mission ».
L'article 24-2 dispose que « L'Agence fournit au ministre, sur demande : » « des conseils sur la procréation assistée ainsi que sur toute autre question qu'il juge indiquée » ; « les renseignements médicaux autres que l'identité d'une personne ou des renseignements susceptibles de servir à identifier une personne » et « des renseignements sur son administration et sa gestion ».
L'article 25-1 dispose que « Le ministre peut donner à l'Agence des instructions impératives en matière d'orientation quant à l'exercice de ses pouvoirs ».
L'article 26-1 dispose que « Le conseil d'administration de l'Agence est composé d'au plus treize membres — ou administrateurs —, dont le président du conseil et le président-directeur général ». L'article 26-2 dispose que « Les administrateurs doivent représenter une variété de milieux et de disciplines utiles à la mission de l'Agence ». L'article 26-3 dispose que « Les administrateurs exercent leurs fonctions à temps partiel ». L'article 26-4 dispose que « Le gouverneur en conseil nomme les administrateurs pour un mandat d'au plus trois ans; les administrateurs initiaux sont nommés pour des mandats qui sont, dans la mesure du possible, échelonnés de manière que leur expiration au cours d'une même année touche au plus le tiers des administrateurs ». L'article 26-8 dispose que « Ne peut occuper la charge d'administrateur quiconque est titulaire d'une autorisation ou en demande une, ou encore est un administrateur, un dirigeant, un actionnaire ou un associé du titulaire d'une telle autorisation ou d'une personne qui en demande une ».
L'article 27 dispose que « Le conseil d'administration tient au Canada, aux date, heure et lieu de son choix, un minimum de deux réunions par an ».
L'article 28 dispose que « Le sous-ministre de la Santé, ou son substitut, et la personne choisie, en leur sein, par les sous-ministres des ministères responsables de la santé dans les provinces, ou le substitut de cette personne choisi par eux, peuvent assister aux réunions du conseil d'administration et participer aux délibérations ».
L'article 60 dispose que « Quiconque contrevient à l'un ou l'autre des articles 5 à 9 commet une infraction et encourt, sur déclaration de culpabilité » « par mise en accusation, une amende maximale de 500 000 $ et un emprisonnement maximal de dix ans, ou l'une de ces peines » « par procédure sommaire, une amende maximale de 250 000 $ et un emprisonnement maximal de quatre ans, ou l'une de ces peines ».
L'article 61 dispose que « Quiconque contrevient à une disposition de la présente loi autre que les articles 5 à 9 ou aux règlements commet une infraction et encourt, sur déclaration de culpabilité : » « par mise en accusation, une amende maximale de 250 000 $ et un emprisonnement maximal de cinq ans, ou l'une de ces peines » ; « par procédure sommaire, une amende maximale de 100 000 $ et un emprisonnement maximal de deux ans, ou l'une de ces peines ».
L'article 63 dispose que « Il ne peut être engagé de poursuite pour infraction à la présente loi sans le consentement du procureur général du Canada ».
L'article 69-1 dispose que « Chacune des parties à l'accord peut y mettre fin en donnant à l'autre un préavis écrit d'au moins six mois ».

### Espagne
Selon le registre de la Société espagnole de fertilité (SEF), l’Espagne est actuellement le troisième pays d’Europe où le nombre de traitements d’insémination artificielle est le plus élevé. Quelque 23 000 inséminations sont réalisées chaque année.
Le 22 novembre 1988, une loi fut votée sur les techniques de reproduction assistée.
Cette loi considère que jusqu'au 14e jour, un embryon est un « pré-embryon ». L'embryon est un « embryon » pendant les 2 mois et demi qui suivent le 14e jour. Passé ce délai, donc à partir du 3e mois de grossesse, l'embryon est un « fœtus ».
Seule une femme majeure qui a donné son consentement par écrit de façon libre et consciente peut bénéficier de la procréation médicalement assistée. Si la femme est mariée, son mari doit également avoir donné son consentement.
Le don de gamètes est autorisé. Il est libre et anonyme. Les donneuses d'ovocytes doivent être âgées de 18 à 35 ans. Les donneurs de sperme doivent être âgés de 18 à 50 ans.
Est également autorisée l'implantation artificielle dans le ventre d'une femme des spermatozoïdes de son mari ou de son compagnon décédé. Il n'y aura pas de lien de filiation au regard de l'État espagnol entre l'homme décédé et le bébé issu de ses gamètes qu'aura porté son épouse ou sa compagne après sa mort. Sauf si l'homme a précisé dans un testament ou un acte authentique son souhait que ses spermatozoïdes soient utilisés pour provoquer une grossesse de sa veuve ou de sa compagne, auquel cas un lien de filiation est reconnu si l'implantation se fait dans les 6 mois suivant le décès de l'homme.
Le diagnostic préimplantatoire est autorisé pour évaluer la viabilité du pré-embryon ou pour détecter des maladies héréditaires afin de choisir un embryon sain et de détruire les autres.
En 2006 fut votée une autre loi relative aux techniques de reproduction assisté chez l'être humain.
Selon l'article 5-1 de cette loi, « Le don de gamètes et de pré-embryon à des fins autorisées par la présente loi est un contrat gratuit, formel et confidentiel intervenu entre le donateur et le centre de service agréé ».
Selon l'article 5-2 de cette loi, « Le don sera seulement révocable, si le donneur le souhaite, à condition que la date de révocation soit possible. Une révocation est un motif pour le donateur de remboursement de tous les frais encourus pour le don ».
Selon l'article 5-3, « Le don n'aura jamais de caractère lucratif ou commercial. La compensation financière ne remboursera que l'inconfort physique, les frais de voyage et de travail qui peuvent résulter de la donation et ne doit pas provoquer d'incitation économique (au don). Toute activité de publicité ou de promotion pour des centres autorisés qui encouragent au don de cellules et de tissus humains doit respecter l'altruisme (de ce don), et ne peut, en aucun cas, encourager le don en offrant une compensation ou des bénéfices économiques. Le Ministère de la Santé, en informant auparavant le Commission Nationale de Reproduction Humaine, veillera périodiquement aux conditions de base qui garantissent le respect du caractère gratuit du don ».
Selon l'article 5-4, « Le contrat sera formalisé par écrit entre les donneurs et le centre autorisé. Avant la formalisation, les donneurs doivent être informés de l'objet et des conséquences de l'acte ».
Selon l'article 5-5, « Le don sera anonyme et doit assurer la confidentialité des données de l'identité des donneurs aux banques de gamètes, ainsi que des registres des donneurs et des activités qu'ils ont eues avec des centres. Les enfants nés ont le droit par eux-mêmes ou par des représentants légaux d'obtenir des informations générales sur les donneurs qui n'incluent pas leur identité. Le même droit s'applique aux bénéficiaires de gamètes et de pré-embryon. Seule exception, dans des circonstances extraordinaires qui comportent un danger certain pour la vie ou la santé de l'enfant ou le cas échéant en conformité avec les lois de procédure pénales, où le simple fait de révéler l'identité du donneur pour éviter le danger ou pour obtenir des propositions juridiques. Cette divulgation doit être limitée et ne comporter en aucun cas la publicité de l'identité du donneur ».
Selon l'article 5-7, « Le nombre maximal autorisé d'enfants nés en Espagne qui ont été conçus des gamètes d'un même donneur ne doit pas être supérieur à six. Pour le besoin du maintien efficace de cette limite, les donneurs doivent déclarer à chaque don s'ils ont déjà fait d'autres dons, ainsi que les conditions de ces derniers, et d'indiquer le moment et le centre où ont été réalisés ces dons. C'est la responsabilité de chaque centre ou service qui utilise des donneurs de gamètes de vérifier de manière suffisante l'identité des donateurs, ainsi que, le cas échéant, les conséquences de dons antérieurs. S'il apparaît que le nombre de dons est supérieur à la limite établie, il faut procéder à la destruction des échantillons issus de ce donneur. »
Selon l'article 5-8, « Les dispositions de cet article s'appliquent à des cas de dons de gamètes non utilisés pour la reproduction de ce couple mais pour la reproduction d'autres personnes ».
La sélection du sexe du bébé est autorisée si elle a pour but d'éviter une maladie génétique liée au sexe.

### États-Unis
Aux États-Unis le donneur est rémunéré pour son échantillon. À 15 $ le don standard, les candidats ne manquent pas, le prix peut aller jusqu'à 275 $.
Aux États-Unis, des sociétés à but non lucratif ou privées en font commerce. Beaucoup d'entre elles ont une présence sur Internet, mais la sélection des donneurs et des receveuses se fait en personne. Le choix du père biologique se fait ensuite sur catalogue où la receveuse peut choisir des paramètres tels que le niveau d'études, les antécédents ethniques, la taille, les yeux, les cheveux, la profession, ou plus important l’accord du donneur pour rencontrer l’enfant une fois qu’il est adulte.
Certaines sociétés ne cachent pas être dans ce marché pour l'argent, mais d'autres sont des sociétés d'utilité publique, qui donnent ainsi aux femmes seules et aux lesbiennes une chance d'avoir une famille, et aident les couples qui ont des problèmes de conception. Il y a peu de listes d'attente, et une femme peut donc espérer concevoir en quelques mois.
Certaines sociétés offrent également à la mère un groupe de support qui réunit d'autres femmes qui ont utilisé cette méthode, comme cette banque de sperme californienne. La rémunération des donneurs offre deux avantages : un très grand choix pour la future mère et une sélection d’hommes jeunes (sperme très actif) et souvent étudiants (niveau d’éducation). Les femmes qui achètent les échantillons sélectionnent généralement des trais physiques qui leur ressemblent, ou ressemblent à leur maris, frères ou pères. C’est la future mère qui choisit et non une administration.

### France
Le don de spermatozoïdes en vue d'une assistance médicale à la procréation est régi par la loi de bioéthique de 1994. L'insémination artisanale (ou insémination artificielle non médicalisée) en France est illégale. Seul le don de spermatozoïdes ou d'ovocytes en vue d'une assistance médicale à la procréation est autorisé par la loi.

### Irlande
En 2015, l'Irlande a voté une loi qui permettra aux personnes conçues par don de connaître l'identité de leur donneur à partir de l'âge de 18 ans. Cette loi n'est cependant pas encore entrée en vigueur car il manque des décrets d'application.

### Italie
En 2004, le Parlement a voté une loi sur la procréation médicalement assisté.
Le don de gamètes est interdit. Si malgré tout, un enfant naît à la suite d'un tel don, le mari de la mère de l'enfant ne peut contester sa paternité s'il a consenti au don ; le donneur n'acquiert aucun lien de parenté avec l'enfant ; l'enfant ne pourra pas invoquer des droits vis-à-vis du donneur dont sa conception est issue, ni subir des obligations vis-à-vis de ce donneur.

### Pologne
La Pologne ne compte pas aujourd'hui de texte législatif sur la procréation médicalement assistée. Il existe dans le pays des banques de sperme publiques ou privées. En revanche, la recherche scientifique pratiquée sur des embryons humains est interdite.

### Royaume-Uni
Malgré la levée de l'anonymat du don en 2005, on constate une hausse du nombre des donneurs. La loi britannique autorise la compensation du donneur à hauteur de 35£ maximum par visite d'une clinique de don afin de couvrir les frais de transport, logement ou autre liés à la donation. La compensation financière peut être plus élevée si les frais le sont mais doit être considérée raisonnable. Si ce n'est pas le cas, elle est illégale.

### Suède
Le don de gamète est autorisé. Depuis une loi du 1er mars 1985, le don de gamètes n'est plus anonyme en Suède, et les enfants nés par un don de gamètes peuvent connaître leurs origines. Depuis une loi du 1er janvier 2003, les enfants nés grâce à un don d'ovocytes ont le droit de connaître leurs origines. Ils bénéficient de ce droit à partir du moment où ils ont atteint un âge mûr, c'est-à-dire à partir de 18 ans selon une recommandation du gouvernement.
Depuis 2005, les couples homosexuels bénéficient des mêmes droits que les couples hétérosexuels en matière de procréation médicalement assisté.
Les parents révèlent à l'enfant à l'âge qui leur semble bon qu'il a été conçu par un don de sperme, puis l'avisent de ses droits légaux quant à l'obtention d'information sur l'identité du donneur. C'est la démarche prônée par l'Office national des affaires sociales.

### Suisse
Une loi fédérale de 1998 règle la procréation médicalement assisté.
Selon l'article 1-2 de cette loi, est interdite « l’application abusive de la biotechnologie et du génie génétique ».
Selon l'article 3-1 de cette loi, « La procréation médicalement assistée est subordonnée au bien de l’enfant ».
Selon l'article 3-2 de cette loi, la procréation médicalement assistée est réservée aux couples « à l’égard desquels un rapport de filiation peut être établi » et « qui, en considération de leur âge et de leur situation personnelle, paraissent être à même d’élever l’enfant jusqu’à sa majorité ».
Selon l'article 3-3 de cette loi « Seul un couple marié peut recourir à un don de sperme ».
Selon l'article 3-4 « Il est interdit d’utiliser les gamètes ou les ovules imprégnés d’une personne après sa mort ».
Selon l'article 5-1, la procréation médicalement assistée n'est autorisé que « si elle permet de remédier à la stérilité d’un couple et que les autres traitements ont échoué ou sont vains » ou « si le risque de transmission d’une maladie grave et incurable aux descendants ne peut être écarté d’une autre manière ».
Selon l'article 6-1, le médecin doit informer le couple, avant la P.M.A., des « causes de la stérilité », de « la pratique médicale employée, ses chances de réussite et ses risques », du « risque d’une grossesse multiple », des « implications psychiques et physiques » et des « aspects juridiques et financiers ».
Selon l'article 6-2, le médecin « abordera également de manière appropriée les autres possibilités de réaliser le désir d’enfant ou d’opter pour un projet de vie différent ».
Selon l'article 6-3, « Un temps de réflexion de quatre semaines en principe doit s’écouler entre l’entretien avec le couple et le traitement ».
Selon l'article 6-4, « Une assistance psychologique doit être offerte avant, pendant et après le traitement ».
Selon l'article 7-1, « L’application d’une méthode de procréation médicalement assistée est subordonnée au consentement écrit du couple concerné. Après trois cycles de traitement sans résultat, le couple doit renouveler son consentement et observer un nouveau temps de réflexion ».
Selon l'article 7-3, « Lorsqu’une méthode de procréation médicalement assistée présente un risque élevé de grossesse multiple, le traitement ne doit être entrepris que si le couple accepte la naissance de tous les enfants ».
Selon l'article 8-1, « Doit être en possession d’une autorisation cantonale toute personne » celui « qui pratique la procréation médicalement assistée » et celui « qui conserve des gamètes ou des ovules imprégnés ou qui pratique la cession de sperme provenant de dons sans mettre elle-même en œuvre les méthodes de procréation médicalement assistée ».
Selon l'article 8-2, « L’insémination au moyen du sperme du partenaire n’est pas soumise à autorisation ».
Selon l'article 9-1, « Seuls des médecins peuvent être autorisés à pratiquer la procréation médicalement assistée ».
Selon l'article 9-2, le médecin doit « posséder la formation et l’expérience nécessaires pour appliquer les méthodes de procréation médicalement assistée », « garantir que leur activité sera exercée avec sérieux et conformément à la loi », « garantir qu’eux-mêmes et leurs collaborateurs conseilleront et accompagneront leurs patients sur les plans de la médecine, de la biologie de la procréation et de la psychologie sociale », « disposer de l’équipement de laboratoire nécessaire » et « garantir que les gamètes et les ovules imprégnés seront conservés conformément à l’état des connaissances scientifiques et techniques ».
Selon l'article 9-3, « Une consultation génétique prenant en compte tous les aspects du cas doit être offerte aux couples qui recourent à la procréation médicalement assistée dans le but d’empêcher la transmission d’une maladie grave et incurable ».
Selon l'article 10-1, « Seuls des médecins peuvent être autorisés à conserver des gamètes et des ovules imprégnés ou à pratiquer la cession de sperme provenant de dons ».
Selon l'article 11-1, « Toute personne titulaire d’une autorisation doit présenter un rapport annuel d’activité à l’autorité qui la lui a délivrée ».
Selon l'article 12-2, l'autorité qui délivre l'autorisation « effectue des contrôles non annoncées ».
Selon l'article 12-3, « Si elle constate une violation grave de la présente loi, elle retire l’autorisation ».
Selon l'article 15-1, « Les gamètes d’une personne ne peuvent être conservés qu’avec son consentement écrit et pendant cinq ans au maximum ».
Selon l'article 15-2, « Un délai plus long peut être convenu avec les personnes qui donnent leurs gamètes à conserver pour assurer leur propre descendance avant un traitement médical ou l’exercice d’une activité qui peut les rendre stériles ou endommager leur patrimoine héréditaire ».
Selon l'article 15-3, « Toute personne peut révoquer, par écrit et en tout temps, son consentement à la conservation et à l’utilisation de ses gamètes ».
Selon l'article 15-4, « En cas de révocation du consentement ou d’expiration du délai de conservation, les gamètes doivent être immédiatement détruits ».
Selon l'article 17-1, « Ne peuvent être développés hors du corps de la femme jusqu’au stade d’embryon que le nombre d’ovules imprégnés nécessaire pour induire une grossesse durant un cycle de la femme; ce nombre ne peut être supérieur à trois ».
Selon l'article 17-2, « L’embryon ne peut être développé hors du corps de la femme que jusqu’au stade indispensable à la réussite de la nidation dans l’utérus ».
Selon l'article 17-3, « La conservation d’embryons est interdite ».
Selon l'article 18-1, « Le sperme provenant d’un don peut être utilisé uniquement pour la procréation médicalement assistée et aux fins auxquelles le donneur a consenti par écrit ».
Selon l'article 18-2, « Le donneur doit, avant le don, être informé par écrit sur la situation juridique, en particulier sur le droit de l’enfant de prendre connaissance du dossier du donneur ».
Selon l'article 19-1, « Les donneurs doivent être choisis avec soin selon des critères médicaux, à l’exclusion de tout autre critère; en particulier, tout risque pour la santé de la femme qui reçoit le sperme doit être écarté autant que possible ».
Selon l'article 19-2, « Un homme ne peut donner son sperme qu’à un seul centre ; il doit en être expressément informé avant le don ».
Selon l'article 21, « Le don de sperme ne peut donner lieu à rémunération ».
Selon l'article 22-2, « Le sperme d’un même donneur ne peut être utilisé que pour la procréation de huit enfants au plus ».
Selon l'article 33, « Quiconque, lors de l’application d’une méthode de procréation médicalement assistée, sélectionne les gamètes en fonction du sexe ou sur la base d’une analyse génétique, dans un but autre que celui d’écarter le risque de transmission d’une maladie grave et incurable aux descendants, sera puni de l’emprisonnement ou de l’amende ».
Selon l'article 34-1, « Quiconque applique une méthode de procréation médicalement assistée sans avoir obtenu le consentement du couple et, le cas échéant, du donneur sera puni de l’emprisonnement ou de l’amende ».

### Pays Arabe Musulman
Plusieurs pays, tels que l'Égypte, le Koweït et le Liban, acceptent la PMA, notamment l'insémination artificielle, mais la fécondation in vitro (FIV) est moins répandue. Le Moyen-Orient a connu une expansion de la FIV, avec de nombreux centres en 2003, en particulier au Liban pour les couples mariés. Ainsi au Maroc, la loi dispose que « L’assistance médicale à la procréation a pour objet de remédier à l’infertilité dont le caractère pathologique a été médicalement diagnostiqué ». Cependant, ces pratiques restent des exceptions dans la région en raison de deux principales raisons. Tout d'abord, la masturbation est interdite par l'islam, bien que certains érudits musulmans aient toléré cette pratique. Deuxièmement, les traitements de PMA sont coûteux, ce qui les rend inaccessibles aux couples à faibles revenus, créant ainsi une discrimination. En Tunisie, la PMA est plus courante en raison de son financement par le système de santé, tandis qu'en Iran, les coûts élevés limitent l'accès. En Turquie, les cliniques de FIV sont bien développées, attirant même des patients étrangers.
L'acceptation de la PMA par les clercs musulmans met en lumière leur préoccupation pour les questions éthiques liées à la procréation au sein des couples musulmans. Le désir de devenir parents, souvent motivé par des pressions sociales systémiques, est parfois en accord avec les croyances religieuses. Cela a contribué à l'évolution des avancées technologiques biomédicales, telles que la FIV et la donation de spermatozoïdes par un conjoint, montrant ainsi l'adaptabilité du cadre normatif musulman. Cependant, cette évolution a généré de nouvelles controverses autour de sujets tels que le statut de l'embryon, le respect de l'intégrité biologique et de la vie humaine, ainsi que la parenté et la filiation. De nombreux pays musulmans, comme le Maroc, la Tunisie, l'Égypte, la Jordanie, le Liban, l'Arabie saoudite, le Qatar et Oman, ont adopté ces techniques médicales.

## Résultats
Les taux de succès sont à peu près les mêmes que ceux obtenus avec des spermes identiques non congelés ; ils dépendent aussi beaucoup de la fertilité de la femme.
Parmi les 21 759 enfants nés d’une AMP en France en 2009, 5,1 % sont issus d’un don de spermatozoïdes, 0,9 % d’un don d’ovocytes et 0,1 % d’un accueil d’embryons.De plus, tenant compte des données collectées au sein de la Fédération française des CECOS de 1973 à 2006, 44 045 enfants sont nés après un don de spermatozoïdes.

## Problèmes éthiques
- Dans le domaine du don de gamètes, la gratuité du don est une valeur éthique qui n’est pas contestée. En revanche, l’anonymat ne l’est pas dans certains pays. La perspective de pouvoir dissocier ces deux valeurs éthiques fondatrices de l’amp conduit à les considérer l’une au regard de l’autre, l’une contre l’autre, et à envisager la gratuité du don dans sa dimension symbolique et non plus seulement éthique.
- L'anonymat du don de gamètes pose de nombreuses questions relatives aux origines et à la filiation sous un angle social, symbolique et génétique. Plusieurs prises de position s'entrecroisent. La sociologue Irène Théry s'est prononcée en faveur de la levée de l'anonymat des dons d'engendrement[42],[43]. De son côté, l'anthropologue Françoise Héritier insiste pour séparer l'engendrement de la filiation : « il n'y a pas de filiation biologique. C'est une erreur sur les mots, sur les concepts. La filiation est un acte de reconnaissance sociale »[44],[45]. Une recherche psychosociale à l'échelle nationale française portant sur les enjeux psycho-sociaux et identitaires engagés dans l’acte de procréation avec don de sperme auprès de donneurs et de couples receveurs a par ailleurs étudié la question[46]. Il est à noter que cette étude prend en compte le point de vue des donneurs et des couples receveurs, mais pas celui des enfants conçus par don. Au-delà des positions pour ou contre le droit des personnes conçues par don de gamètes d’accéder à leurs origines, la banalisation des tests ADN dits « récréatifs » remet de facto en cause l'anonymat des donneurs de gamètes[47]. Plusieurs personnes nées de don en France déclarent ainsi avoir trouvé l'identité de leur donneur[48],[49].
- Le principe de gratuité est conforme à l'idée selon laquelle le sperme ne doit pas être objet d'un commerce, mais peut causer une pénurie.
- Une maladie génétique transmise par le sperme ne peut être exclue, même si le donneur est lui-même sain[50].